# Liste des lignes ferroviaires les plus hautes
Voici la Liste des lignes de chemin de fer les plus hautes du monde, classées dans l'ordre décroissant de leur altitude la plus élevée.

## Plus de 5000 m
- 5072 m, Ligne Qinghai-Tibet (Chine)

## Plus de 4000 m
- 4829 m, Chemin de fer central du Pérou (Pérou)
- 4787 m, Chemin de fer d'Antofagasta à La Paz (Bolivie)
- 4477 m, Chemin de fer du sud du Pérou (Ligne Mollendo-Puno, Pérou)
- 4475 m, Ferrocarril General Belgrano (Ligne Salta-Socompa, Argentine)
- 4300 m, Manitou and Pike's Peak Railway (États-Unis)
- 4257 m, Chemin de fer d'Arica à La Paz (Bolivie)

## De 3000 à 4000 m
- 3609 m, Ligne Quito-Guayaquil (Équateur)
- 3454 m, Chemin de fer de la Jungfrau (Suisse)
- 3389 m, Leadville, Colorado & Southern Railroad (États-Unis)
- 3089 m, Gornergrat Bahn (Suisse)
- 3040 m, funiculaire du glacier de la grande motte, (Tignes, France)

## De 2000 à 3000 m
- 2783 m, East African Railway (Kenya)
- 2588 m, Chemin de fer de la Zugspitze (Allemagne)
- 2386 m, Tramway du Mont-Blanc (France)
- 2348 m, Chemin de fer djibouto-éthiopien (Éthiopie)
- 2257 m, Chemin de fer du Darjeeling (Inde)
- 2253 m, Chemin de fer rhétique (Suisse)
- 2241 m, Brienz Rothorn Bahn (Suisse)
- 2200 m, Chemin de fer de montagne des Nilgiri (Inde)
- 2218 m, Ligne sommitale de la Furka (Suisse)
- 2061 m, Wengernalpbahn (Suisse)
- 2055 m, Pilatusbahn (Suisse)